# Johann Christian Poggendorff
Johann Christian Poggendorff (Amburgo, 1796 – Berlino, 1877) è stato un fisico tedesco.

## Biografia
Esercitò per alcuni anni la professione di farmacista ad Amburgo, poi si dedicò alla studio della fisica, frequentando l'Università di Berlino che più volte poi lo chiamò, per chiara fama, a tenere lezioni di storia della fisica che furono pubblicate postume. Nel 1820 costruì il 'moltiplicatore', cioè uno strumento di misura elettromagnetica. Nominato nel 1823 osservatore meteorologico dell'Accademia delle Scienze di Berlino, nel 1824 diede vita ad una iniziativa editoriale scientifica, dal nome Annalen der Physik und Chemie, più nota come Poggendorff's Annalen. Nel 1863 pubblicò, in due volumi e con successive aggiunte, il Biographisch-literarisches Handwörterbuch zur Geschichte der exacten Naturwissenschaften (Dizionario bio-bibliografico delle scienze esatte).
Da lui prende nome la cosiddetta "illusione di Poggendorff". Il "metodo di Poggendorff" - che è conosciuto anche come "metodo del cannocchiale e scala" e che fu da lui elaborato nel 1826 - serve a misurare piccoli spostamenti di una bilancia, di un galvanometro e di altri strumenti, con l'aiuto di uno specchietto.

## Opere

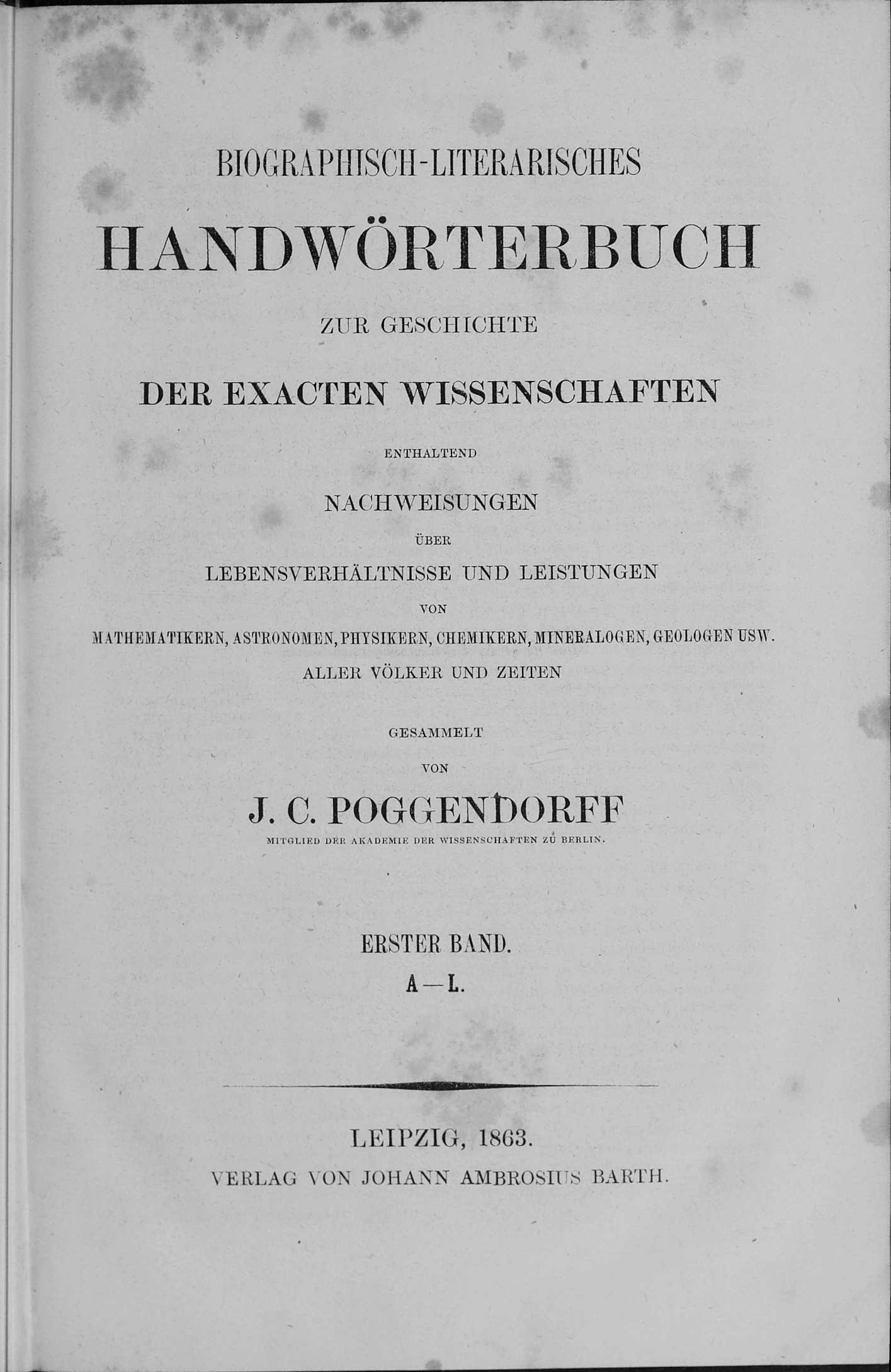
Biographisch-literarisches Handwörterbuch zur Geschichte der exakten Wissenschaften, 1863

- (DE) Biographisch-literarisches Handwörterbuch zur Geschichte der exakten Wissenschaften, vol. 1, Leipzig, Johann Ambrosius Barth, 1863.
  - (DE) Biographisch-literarisches Handwörterbuch zur Geschichte der exakten Wissenschaften, vol. 2, Leipzig, Johann Ambrosius Barth, 1863.
  - (DE) Biographisch-literarisches Handwörterbuch zur Geschichte der exakten Wissenschaften, vol. 3, Leipzig, Johann Ambrosius Barth, 1898.
  - (DE) Biographisch-literarisches Handwörterbuch zur Geschichte der exakten Wissenschaften, vol. 4, Leipzig, Johann Ambrosius Barth, 1904.